# KS Avia
KS Avia is een Letse luchtvaartmaatschappij met thuisbasis in Riga.

## Geschiedenis
KS Avia werd opgericht in 2004.

## Vloot
De vloot van KS Avia bestaat uit: (feb. 2007)
- 2 Antonov AN-74(A)
- 1 Antonov AN-24B